# Jessie's Girl
«Jessie's Girl» es una canción interpretada por el músico australiano Rick Springfield. Fue publicada el 29 de mayo de 1981 como el sencillo principal de su quinto álbum de estudio Working Class Dog.

## Galardones
| Año  | Premio         | Categoría                                    | Resultado | Ref.  |
| ---- | -------------- | -------------------------------------------- | --------- | ----- |
| 1981 | Premios Grammy | Mejor interpretación vocal de rock masculina | Ganador   | [ 4 ] |

## Posicionamiento

### Gráfica semanal
| Gráfica (1981)                                     | Pico de posición |
| -------------------------------------------------- | ---------------- |
| Australia (Kent Music Report)                      | 1                |
| Canadá (RPM Top Singles)                           | 6                |
| Estados Unidos (Billboard Hot 100)                 | 1                |
| Estados Unidos (Billboard Mainstream Rock Airplay) | 10               |
| Estados Unidos (Cashbox Top 100)                   | 1                |
| Nueva Zelanda (Recorded Music NZ)                  | 21               |

| Gráfica (1984)                 | Pico de posición |
| ------------------------------ | ---------------- |
| Irlanda (Irish Singles Chart)  | 25               |
| Reino Unido (UK Singles Chart) | 43               |

### Gráfica de fin de año
| Gráfica (1981)                     | Pico de posición |
| ---------------------------------- | ---------------- |
| Australia (Kent Music Report)      | 15               |
| Canadá (RPM Top Singles)           | 55               |
| Estados Unidos (Billboard Hot 100) | 5                |
| Estados Unidos (Cashbox Top 100)   | 3                |

### Gráfica de todos los tiempos
| Gráfica (1958–2018)                | Pico de posición |
| ---------------------------------- | ---------------- |
| Estados Unidos (Billboard Hot 100) | 186              |

## Certificaciones y ventas
| País                  | Certificación | Ventas  |
| --------------------- | ------------- | ------- |
| Canadá (Music Canada) | Oro           | 40,000  |
| Estados Unidos (RIAA) | Oro           | 500,000 |
| Reino Unido (BPI)     | Oro           | 400,000 |